# Peter Freudenthal
Pour le chanteur du groupe Fools Garden, voir Peter Freudenthaler
Pour les articles homonymes, voir Freudenthal.
Peter Freudenthal, né le 6 juillet 1938 à Norrköping (Suède), est un peintre suédois. Freudenthal a débuté à Stockholm en 1966 et a notamment exposé aux États-Unis et dans divers lieux en Europe.
Il est le fils du chef d'orchestre Heinz Freudenthal et le frère du pianiste et compositeur Otto Freudenthal (sv).

## Style
Freudenthal s’est converti au judaïsme (son grand-père fut grand-rabbin de Nuremberg de 1907 à 1934).
Il préfère appeler « abstraction géométrique » son style, qui est généralement rattaché au constructivisme. Certains de ses motifs sont issus de la tradition juive, mais il a déclare : « Je déteste l'art juif ». Le travail de Freudenthal a été considéré comme « musical ».
Freudenthal a reçu en 2012 une bourse de l'Association d'Art Östgöta. Il a des œuvres dans les collections du Moderna Museet à Stockholm, du Museum of Modern Art et du Musée juif à New York, du Musée d'Israël à Jérusalem, et du Musée d'art de Calmar.

## Sélection d'expositions personnelles
- Musée de Norrköping, 1974
- Musée juif de New York, 1978
- Galerie Aronowitsch, Stockholm, 1979
- Galerie Convergence, Paris, 1990
- Konstakademien, Stockholm, 1998
- Galerie von Waldenburg, Berlin, 2014